# Crush (film 2013)
Crush è un film thriller del 2013 diretto da Malik Bader.

## Trama
Scott è uno studente di bell'aspetto, ma i suoi pregi non finiscono qui: è stimato a scuola, ambito da alcune ragazze, buon giocatore di calcio, fa bei ritratti, e gioca a scacchi con suo padre, a cui vuole bene; l'unico neo è che sua madre li ha lasciati e se n'è andata. Il ragazzo è reduce da un infortunio, e data la sua bravura e ambizione vuole accelerare i tempi di recupero per tornare in forma; in questo però non riceve l'approvazione del padre, preoccupato per la sua salute, e scontenta anche Jules, ragazza con cui flirta, e che vorrebbe stare con lui.
Tra l'altro è oggetto anche dell'intensa passione della timida e introversa Bess; lei di contro è una tipa ritenuta strana, si integra poco con le persone ed è poco espansiva; peraltro cerca di attirare la sua attenzione, ma con scarsi esiti. Lei a sua volta piace all'amico Jeffrey, ma non ricambia i suoi sentimenti. La studentessa lavora in un negozio di musica con l'amica Andie ed un altro collega, David.
A complicare la situazione c'è il citato fascino di Scott, che suscita persino l'interesse della giovane professoressa Ms. Brown. Egli cerca di concentrarsi sul recupero della condizione fisica, ma nel tempo riceve un corteggiamento che si fa sempre più insistente mentre, di contro sia la prof. Brown che Jules, che crede gli abbia fatto un pessimo tiro e si allontana da lui, subiscono pesanti intimidazioni. Egli ne imputa la colpa a Bess e le intima di smetterla in pubblico, e quando Jeffrey interviene lo zittisce con un pugno. Spera che la cosa sia finita lì, ma ad una festa Jules viene aggredita nel sonno da qualcuno con l'intento di soffocarla.
Scott torna a casa, da cui manca il padre, in viaggio per lavoro, deciso a mettere fine alla storia ed ai bollenti spiriti di Bess. Lungo il tragitto ha un piccolo incidente con Andie, ferendola lievemente e va a casa della ragazza per medicarla; ma qui viene tramortito e sequestrato da lei, che si rivela dunque la reale artefice del tutto. Tenta di venire a patti con lei, ma la giovane donna è oramai fuori controllo: uccide il collega del negozio, David, e colpisce pure Bess, accorsa casualmente; la situazione si risolve con l'arrivo di Jeffrey, che seguiva in segreto la sua fiamma, e neutralizza la psicopatica.
Infine il quadro si ricompone, Bess vede Jeffrey sotto una nuova luce, e Andie viene condotta in una clinica psichiatrica. Ma lei, parlando col suo nuovo medico curante, lascia intendere che non vuole che divenga una condizione permanente: non resterà a lungo?